# Csík Tibor
Csík Tibor (Jászberény, 1927. szeptember 2. – Sydney, 1976. június 22.) olimpiai bajnok ökölvívó.

## Élete
Szegény jászberényi család sarja volt. A Jászberényi Lehel csapatában kezdett sportolni 1944-ben. Ökölvívásban pehelysúlyban kezdett, majd harmatsúlyban versenyzett. Az úgynevezett verekedős stílus képviselője volt. Szakvezetői mondták el róla: minden ellenfele ellen úgy lépett ringbe: vagy kiüti vetélytársát, vagy őt ütik ki. A védekezésre ugyanis nem sok gondot fordított.
Országos bajnokságot 1946-ban és 1948-ban nyert, előbbit a Szolnoki MÁV színeiben, utóbbit pedig a Magyar Pamut SC versenyzőjeként
Londonban, 1948-ban olimpiai bajnok lett harmatsúlyban. Öt mérkőzése volt, mindegyiket megnyerte, a döntőben az olasz Giovanni Battista Zuddas ellen diadalmaskodott.
Hazatérte után Jászberény díszpolgárává választotta, ünnepelte a korabeli lapok tanúsága szerint:
1948. augusztus 21-én: „Jászberényi fiú az olimpiai bajnokok között. Csík Tibor öklöző, a harmatsúly olimpiai bajnoka Jászberény szülötte. Az olimpiai győztes bokszbajnokot szülővárosa Londonból való hazatérésekor nagy ünnepélyességgel fogadja. Csík Tibor Magyarország részére sorrendben a nyolcadik olimpiai bajnokságot szerezte meg. Küzdelmével hozzájárult hazánk harmadik helyezéséhez.” (Tiszavidék)
1948. augusztus 28-án: „Jászberény díszpolgárrá választott két olimpikont. Jászberény város képviselő testülete és közönsége augusztus 25-én díszközgyűlésen ünnepelte Csík Tibor és Gerevich Aladár olimpiai bajnokokat, akik mindketten a város szülöttei. A díszközgyűlésen Tóth György István polgármester elnökölt, akinek előterjesztésére egyhangúlag a város díszpolgáraivá választották a két kiváló sportolót.” (Tiszavidék)
1948. szeptember 11-én: „Csík Tibor ünneplése városszerte. Szabó kisiparosok volt szaktársukat, Csík Tibort ünnepelték, aki meghatottan mondott köszönetet.” (Jászkürt)
Csík olimpiai aranyérmét azonban saját küzdőszelleme mellett Kárpáti Rudolf vívónak is köszönheti a magyar ökölvívósport, mert amikor a magyar csapat Ostendében (Belgium) behajózott London felé, csak ő vette észre, hogy az ökölvívó Csík Tibor tévedésből egy Afrikába tartó hajóra szállt fel.
Az 1949-es Európa-bajnokságon az első fordulóban kiesett. A budapesti, XVIII. főiskolai világbajnokságon (Universiade) harmatsúlyban első lett.
Háromszoros magyar válogatott volt.
Sportkarrierje után eltávolodott a sportágtól, Újpesten dolgozott.
1956-ban Magyarországot elhagyta és Ausztráliába utazott. Alkalmi munkákból, munkanélküli segélyből élt. 1976-ban rövid betegség után hunyt el. Sydney-ben temették el.

## Díjai, elismerései
- Magyar Köztársasági Sportérdemérem ezüst fokozat (1949)[4]